# Perezina gregaria
Perezina gregaria là một loài chân đều trong họ Cryptoniscidae. Loài này được Nierstrasz & Brender à Brandis miêu tả khoa học năm 1929.